# Richard S. Kayne
Richard Stanley Kayne (né en 1944) est un linguiste américain spécialiste de la microsyntaxe des langues romanes.

## Biographie
Richard Stanley Kayne est né en 1944.
Après avoir obtenu un BA en mathématiques à l'université Columbia (New York) en 1964, il fait des études de linguistique au Massachusetts Institute of Technology (MIT) où il reçoit son doctorat en 1969. Il est de plus docteur ès lettres (linguistique) de l'université Paris 8 en 1976, pour : Syntaxe française : le cycle transformationnel.
Enseignant au Département de linguistique de l'université Paris 8, de 1969 à 1986, au MIT, de 1986 à 1988, et à l'université de la ville de New York, de 1988 à 1997, il accepte un poste à l'université de New York en 1997. Il est, depuis 1989, l'éditeur de la série Oxford Studies in Comparative Syntax (Oxford University Press, New York, Oxford).

Auteur de contributions dans le domaine de la linguistique du français et de la linguistique comparée des langues romanes, il a joué un rôle important pour le développement de la grammaire générative en France et en Europe.
Il est spécialiste du domaine des langues romanes à travers ses études de microsyntaxe des différentes variantes du français et dialectes de l'italien,,.
Sa théorie de l'antisymétrie est l'un des principes centraux de l'entreprise générativiste contemporaine, dont il est l'un des principaux acteurs. Il est l'éditeur (avec Guglielmo Cinque) du Oxford Handbook of Comparative Syntax.

## Publications
- Syntaxe du français : le cycle transformationnel, Paris, Seuil, 1977
- Connectedness and Binary Branching, Dordrecht, Foris, 1984
- The Antisymmetry of Syntax, Cambridge (Mass.), MIT Press, 1994
- Parameters and Universals, Oxford University Press, 2000
- (en collaboration avec Gugliemo Cinque) Comparative Syntax, Oxford University Press, 2005
- Movement and Silence, Oxford University Press, New York, 2005
- Comparisons and Contrasts, Oxford University Press, New York, 2010
- Lasting Insights and Questions: An Annotated Syntax Reader (avec Thomas Leu et Raffaella Zanuttini), Wiley/Blackwell, Malden, Mass, 2014
- Questions of Syntax, Oxford University Press, New York, 2019